# 莫西基夫卡
49°37′31″N 35°53′2″E / 49.62528°N 35.88389°E
莫西基夫卡（烏克蘭語：Моськівка）是位於烏克蘭東部的村莊，由哈爾科夫州哈爾科夫區的新沃多拉哈市鎮負責管轄。該村面積0.37平方公里，海拔高度179米，2001年人口146，人口密度每平方公里394.6人。